# Clinocera mexicana
Clinocera mexicana är en tvåvingeart som beskrevs av Sinclair 2008. Clinocera mexicana ingår i släktet Clinocera och familjen dansflugor. Inga underarter finns listade i Catalogue of Life.